# Grúz bizánci katolikus egyház
A grúz bizánci katolikus egyház egy keleti katolikus egyház, melynek fő tevékenységi területe Grúzia.

## Előzmények
A 17. század során kapucinus hittérítők telepedtek le Grúziában. A kapucinus szerzetesek mindaddig tudták folytatni munkájukat, amíg Grúzia orosz fennhatóság alá nem került. 1845-ben kiutasításra kerültek. 1848-ban viszont megállapodás jött létre I. Miklós orosz cár és IX. Piusz pápa között, melyben létrejött a Tyiraszpoli egyházmegye, ahová az összes kaukázusi katolikus tartozott, beleértve a grúzokat. Az első világháború idején a katolikus közösség száma elérte az 50 000 főt.

## Története
A 19. század második felében a katolikusok egy csoportja kifejezte óhaját, hogy keleti rítust kövessen. Azonban illegális volt Oroszországban a bizánci rítus, így csak 1905-ben a koncessziós vallásszabadság után döntöttek arról visszatérnek a bizánci rítushoz. Grúzia rövid függetlensége alatt egy ortodox vezető kifejezte óhaját, hogy térjenek át latin rítusra, de ez nem történt meg.

## Grúzián kívül
Petre Kharistshirashwili alapított 1861-ben egy férfi és egy női kongregációt Konstantinápolyban a Szeplőtelen fogantatás névvel, illetve Montaubanban Franciaországban. Ezek a gyülekezetek kihaltak.

### Fordítás
- Ez a szócikk részben vagy egészben  a   Georgian Byzantine-Rite Catholics című angol Wikipédia-szócikk fordításán alapul.  Az eredeti cikk szerkesztőit annak laptörténete sorolja fel. Ez a jelzés csupán a megfogalmazás eredetét és a szerzői jogokat jelzi, nem szolgál a cikkben szereplő információk forrásmegjelöléseként.